# Alain Joset
Pour les articles homonymes, voir Joset.
Alain Joset, né le 26 janvier 1903 à Paris et mort le 4 août 1951 au Groenland, est un ingénieur géophysicien et explorateur français.

## Biographie
Il étudie à Amiens puis au lycée Saint-Louis. Diplômé de l'École supérieure d'électricité en 1924, il devient ingénieur à l'Institut de physique du globe de Paris en 1945. En 1948, il prend part à une mission dans le Hoggar pour le Musée de l'Homme puis en 1949-1950, dirige la section séismique d'une expédition de Paul-Émile Victor au Groenland pour les Expéditions polaires françaises.
En 1951, il travaille en Islande puis revient au Groenland toujours comme chef de la Section séismique. Avec Jean-Jacques Holtzscherer, il parcourt pratiquement toute la moitié sud du Groenland, soit plus de 10 000 km et en analyse le sol rocheux.
Lors de la campagne d'été, près du mont Forel, à bord d'un Weasel et en compagnie du Danois Jens Jarl, ils tombent dans une crevasse et trouvent la mort.

## Hommage
- La station polaire Jarl-Joset a été nommée en mémoire des deux membres de la campagne de 1951 disparus dans une crevasse[4].